# سوكا
سوكا (بالإنجليزية: Xoka)‏ هي منطقة سكنية تقع في الصين في أزمة التبت والصين. يقدر عدد سكانها بـ
- نسمة .